# Ceroma victoriae
Ceroma victoriae är en spindeldjursart som beskrevs av Benoit 1965. Ceroma victoriae ingår i släktet Ceroma och familjen Ceromidae. Inga underarter finns listade i Catalogue of Life.